# Comuna Cișmele, Tatarbunar
Cișmele (în ucraineană Струмок, transliterat: Strumok) este o comună în raionul Tatarbunar, regiunea Odesa, Ucraina, formată din satele Cișmele (reședința) și Spasca.

## Demografie
Componența lingvistică a comunei Cișmele
     Rusă (48,65%)
     Ucraineană (48,24%)
     Română (1,52%)
     Alte limbi (1,3%)
Conform recensământului din 2001, nu exista o limbă vorbită de majoritatea populației, aceasta fiind compusă din vorbitori de rusă (48,65%), ucraineană (48,24%) și română (1,52%).